# Vicent Andrés Estellés
Œuvres principales
- Llibre de meravelles
- Mural del País Valencià

Vicent Andrés i Estellés, né le 4 septembre 1924 à Burjassot et décédé à Valence le 27 mars 1993 , est un poète et journaliste espagnol d'expression catalane.
Auteur d'une œuvre abondante, il est considéré comme le principal rénovateur de la poésie valencienne contemporaine et le plus grand poète valencien depuis Ausiàs March et Joan Roís de Corella,,,,.

## Biographie

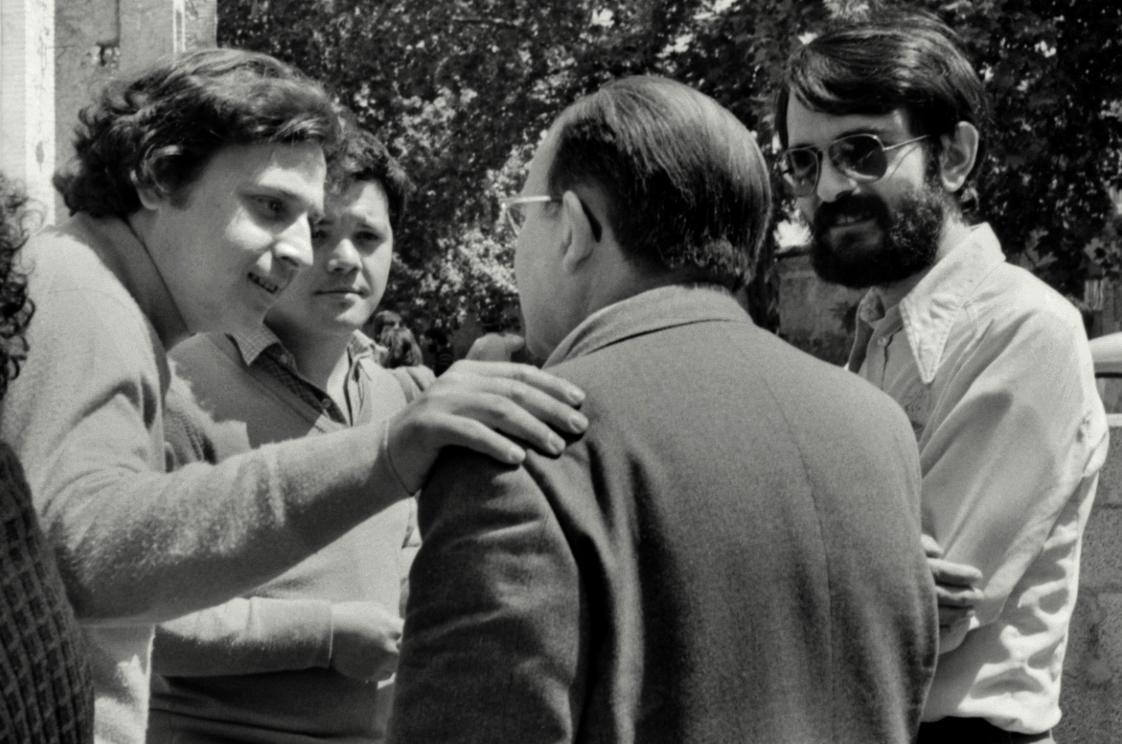
Vicent Andrés Estellés (de dos) et Josep Lozano (à gauche) lors de laplec de Xàtiva en 1981.

Vicent Andrés Estellés naît le 4 septembre 1924 dans une modeste famille de boulangers à Burjassot,, où il passe son enfance. Bien qu'il en garde de bons souvenirs, l'enfance d'Estellés est marquée par plusieurs épisodes tragiques, comme la guerre civile et la mort de proches, qui auront une forte influence sur son œuvre ultérieure. Alors que Vicent est âgé d'un an, son grand-père est tué d'un coup de fusil par son demi-frère, en colère à cause d'un conflit d'héritage. Des années plus tard, son oncle, Josep Maria, meurt de la tuberculose. Ces décès familiaux de son enfance seront plus tard remémorés dans le livre L'ofici de demà et dans le poème «Coral romput»,.
Il écrit très tôt des pièces de théâtre en catalan qu'il dit « de combat »,, dans un style simple et un registre familier, puis commence à écrire de la poésie autour de 1935-1936. Il a douze ans lors du déclenchement de la guerre civile espagnole (juillet 1936-avril 1939). Le conflit marquera durablement son œuvre, à travers le thème récurrent de la mort. Il doit abandonner l'école pendant le conflit mais poursuit ses lectures grâce à des livres prêtés par un voisin, d'auteurs comme Federico García Lorca, Teodor Llorente et Antonio Machado, entre autres. À la fin de la guerre, il commence à faire office de boulanger comme son père, puis travaille comme orfèvre, dactylo et secrétaire,.
Il s'installe ensuite dans la ville de Valence, où il s'intéresse à la littérature en autodidacte, en particulier à la poésie en espagnol qu'il découvre grâce à la revue madrilène Garcilaso. Juventud Creadora (es) (1943-1946). Durant cette étape, les auteurs qui l'influencent le plus sont Baudelaire, Neruda, Eluard, Pavese et Walt Whitman, et dans le champ de la littérature catalane Verdaguer, Carner, Riba, Rusiñol, Ausiàs March, Màrius Torres, Salvat-Papasseit et Rosselló-Pòrcel.
En 1942, âgé de dix-huit ans, il publie son premier article dans le journal Jornada,. Il bénéficie ensuite d'une bourse pour étudier à l'École officielle de journalisme de Madrid,,. Trois ans plus tard, il fait son service militaire en Navarre. En 1948, à l'âge de vingt-quatre ans, il revient à Valence pour travailler comme journaliste au journal Las Provincias,, dirigé par l'une des plus grandes figures du journalisme valencien du XXe siècle, Martí Domínguez Barberà. Dans ce cadre, il réalise toutes sortes de reportages. Il y écrit notamment la rubrique «Carnet de domingo» de critique cinématographique, dans laquelle il traite des actrices célèbres du moment (Sofia Loren, Gina Lollobrigida, Audrey Hepburn, etc.). C'est également là qu'il se lie d'amitié avec Joan Fuster et Manuel Sanchis i Guarner.
En 1955, il épouse Isabel Lorente Riba (1926-2006), qu'il avait rencontrée une dizaine d'années auparavant, avec qui il a une fille qui meurt à quatre mois. Cet épisode contribue à ancrer davantage encore le thème de la mort dans l'œuvre d'Estellés, par exemple dans les recueils dans La nit (1956), Coral romput (1971) et Primera soledad (1988). Peu de temps après, il a deux autres enfants, Carme et Vicent.
En 1958, il devient rédacteur en chef de Las Provincias, poste qu'il occupe jusqu'en 1978,, date à laquelle « il est arbitrairement remplacé sans la moindre délicatesse » après avoir reçu le prix d'honneur des lettres catalanes. Vers ce même moment, le journal bascule vers la défense à outrance du blavérisme, mouvement régionaliste anticatalaniste valencien.
Son renvoi du journal signifie pour lui une sorte de mise à la retraite anticipée à l'âge de cinquante-quatre ans, lui permettant de se consacrer entièrement à son travail littéraire et de participer à des expositions et autres activités culturelles. En 1984, il reçoit le prix des lettres valenciennes. Pendant quelques années, il s'installe dans le village de Benimodo (La Ribera Alta), sur invitation formelle de la municipalité.
Au cours de ses dernières années de vie, il reçoit encore de nombreux prix et hommages, comme celui de l'université catalane d'été de Prades et les prix Octubre en 1990.
Vicent Andrés Estellés meurt dans la ville de Valence le 27 mars 1993 à l'âge de 68 ans, laissant derrière lui une abondante œuvre inédite.
Il reçoit la même année la Médaille d'or du mérite des beaux-arts du Ministère de l'Éducation, de la Culture et des Sports espagnol à titre posthume,,.

## Œuvre littéraire

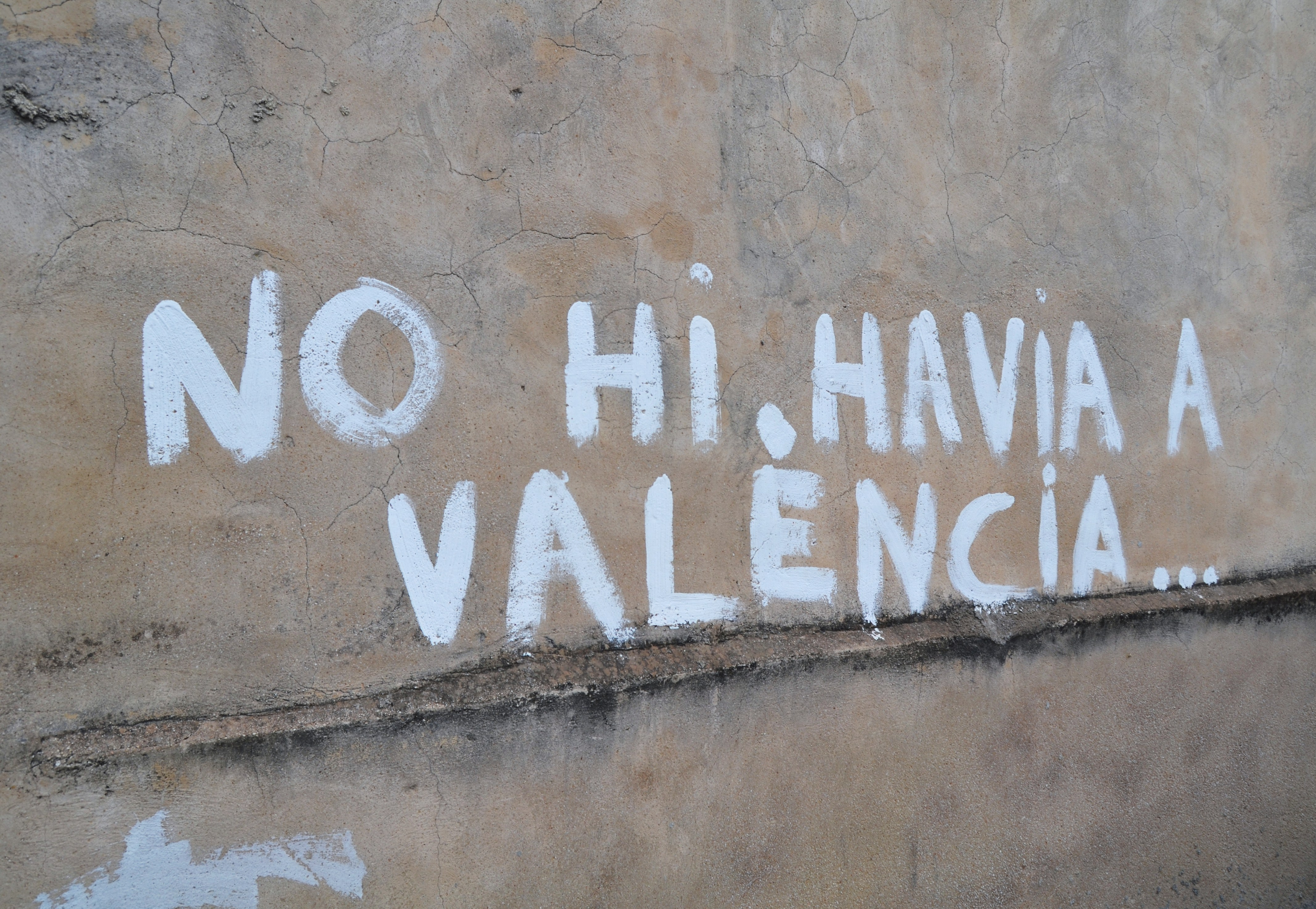
Graffiti avec le verset d'Estellés No hi havia a València... (« Il n'y avait pas à Valence »), à Els Poblets (Marina Alta, Alicante).

Vicent Andrés Estellés est l'auteur d'une œuvre extrêmement prolifique et diverse,,. Bien qu'il soit surtout connu pour sa poésie, il a également écrit des romans, des pièces de théâtre, des scénarios de films, de nombreuses contributions dans la presse quotidienne et quelques mémoires. Les thèmes centraux de son œuvre sont la mort, le sexe et la patrie, toujours depuis le prisme d'un langage expressif combinant des registres variés, mais avec de façon prédominante populaire, quotidien, simple et direct et même vulgaire,.
Ses influences littéraires sont variées, allant de grandes figures de la poésie contemporaine comme César Vallejo, Pablo Neruda et Charles Baudelaire, aux auteurs latins classiques comme Ovide, Virgile et Horace, en passant par les grands noms du siècle d'or valencien Ausiàs March et Jaume Roig et la Génération de 27.
Il est difficile de cataloguer l'ensemble de son œuvre, car il a retravaillé certains fragments à partir de livres ou d'annotations personnelles, comme les Manuscrits de Burjassot, Cançoner ou Mural del País Valencià, dont il n'a publié que des fragments ou poèmes qu'il considérait les plus appropriés,,.
Son œuvre a souvent été décrite comme un « chant à Valence » ou une tentative de chanter Valence, la « trista, trista València, quina amarga postguerra » (« triste, triste Valence, quelle après-guerre amère ») du Llibre de meravelles. Ce projet s'élargit bientôt pour englober l'ensemble du Pays valencien avec le Mural.
Ses premières publications sont Ciutat a cau d'orella ( 1953 ), La nit ( 1956 ), Donzell amarg ( 1958 ) et L'amant de tota la vida ( 1966 ), qui ne représentent qu'un court échantillon de tout ce qu'il avait écrit jusqu'alors. Sa seule œuvre théâtrale publiée est Oratori del nostre temps, regroupant des textes de poésie scénique.
À partir des années 1970, il publie plus fréquemment et reçoit de nombreuses récompenses. Il publie Lletres de canvi (1970), Primera audició (1971), L'inventari clement  (1971). En 1971, il publie deux œuvres très importantes : La clau que obri tots els panys (qui contient Coral romput) et Llibre de meravelles, l'une de ses œuvre les plus connues et qui a fait l'objet de nombreuses rééditions,.
Il commence alors à bénéficier de reconaissance et la publication de son œuvre complète est prise en charge par Editorial Tres i Quatre. Celle-ci inclut Recomane tenebres (1972, Prix de la critique Serra d'Or), Les pedres de l'àmfora (1974), Manual de conformitats (1977), Balanç de mar (1978), Ofici permanent a la memòria de Joan B. Peset (1979), Cant temporal (1980), Les homilies d'Organyà (1981) avec — de nouveau — Coral romput, Versos per a Jackeley (1983), Vaixell de vidre (1984), La lluna de colors (1986) et Sonata d'Isabel (1990),.
En 1988 paraît Primera soledad, seul livre d'Estellés écrit en castillan, dans une édition de Ferran Carbó publiée par l'Institució Alfons el Magnànim, un livre dominé par la mort de sa première fille, trois mois après sa naissance, dans lequel le thème de la mort et du deuil domine.
Son œuvre en prose inclut le roman El coixinet (1988), la pièce L'oratori del nostre temps (1978) et ses mémoires : Tractat de les maduixes (1985), Quadern de Bonaire (1985) et La parra boja (1988),.
À titre posthume, l'éditeur Eliseu Climent rassemble l'intégralité de Mural del País Valencià, qui fait l'objet de plusieurs éditions.
En 2011 est publié le volume Déu entre les coses. Antologia de poesia religiosa, une compilation de poèmes de thème religieux d'Estellés, réalisée par Enric Ferrer Solivares.

### Style
À travers la construction de la littérature catalane au Pays valencien, Estellés cartographie discursivement le territoire en faveur d'un imaginaire alternatif à l'imaginaire officiel, ce que Jaume Garcia Llorens rapproche de l'affirmation de Gilles Deleuze : « Écrire n'a rien à voir avec signifier, mais avec arpenter, cartographier, même des contrées à venir » .

Dans sa poésie, Estellés manifeste un sentiment d'étrangeté et d'altérité envers le contexte historique et politique et le statu quo de la société dans laquelle il vit : il est en exil intérieur permanent, pour des raisons idéologiques, et à cause du deuil qu'il vit avec la mort de sa première fille. Entre 1956 et 1957, il écrit El llibre dels exilis (« Le Livre des exils »), qui ne sera publié qu'en 1971. Le paysage urbain est décrépit, :
« [...] Un desig, el desig d’inventar-me una pàtria, un lloc al mig del qual hi ha qui espera la carta que ningú pot escriure si no sóc jo. [...] Jo sé que un pot fer-se una pàtria tallant i retallant, amb unes grans tisores, un paper qualsevol, i aqueixa és la seua, i un, delicadament, la creua amb una agulla. »
« [...] Un désir, le désir de m'inventer une patrie, un lieu au milieu duquel il y a celui qui attend la lettre que personne ne peut écrire si ce n'est moi. [...] Je sais qu'on peut se faire une patrie en coupant et en recoupant, avec de grands ciseaux, un papier quelconque, et c'est la sienne, et il la traverse, délicatement, avec une aiguille. »
Le moi poétique, confronté à la réalité quotidienne qu’il doit vivre, de crise, de solitude et d’isolement, lui cause étrangeté et perplexité. Il est soumis à un processus de désarroi, voire de perte d’identité : «No tinc amics» ( « Je n’ai pas d’amis ») ; «sense terra ni pàtria» (« sans terre ni patrie ») ; «No tinc nom. No tinc casa. No tinc anys. No tinc pàtria» (Je n'ai pas de nom. Je n'ai pas de maison. Je n'ai pas d'âge. Je n’ai pas de patrie »). Cet expression d'un exil intérieur de l'après-guerre se retrouve chez d'autres poètes valenciens de sa génération, comme Juan Gil-Albert.
Chez Estellés, l’évolution du discours civique permet de retracer le processus de formation de l’idée de patrie comme l’un des nœuds centraux de la volonté testimoniale du texte. L’intention d’être gardien des évènements de sa communauté et de son territoire transmet la voix du peuple en tant que sujet réduit au silence et constitue par conséquen non seulement un moyen d’expression mais aussi une pratique politique d’énonciation. Le poète exprime le visage invisible de tout un contexte historique via la construction d’une poésie qui pose les bases de l’artefact culturel et politique de la véritable patrie, et en créant un discours, il crée une littérature, comme axe de vertébration politique du territoire en marge des évènements politiques et sociaux : inventorier, sauver, récupérer, refaire, faire revenir les choses ou les noms des choses, l'histoire collective et l'histoire personnelle, les renoncements, les humiliations et les espérances. Avec Mural del País Valencià, et déjà bien avant avec Llibre de meravelles, Estellés assume définitivement son statut de personne civique, de poète lié nécessairement à une communauté qui doit être reconstruite, dotée de joie et d'espoir et même mythifiée.
Estellés opère une transformation de la poétique en politique à travers les usages qu’il fait de la mémoire et de l’histoire. La dialectique entre ces deux formes de préservation du passé est exprimée littéralement dans le vers «els amors fan l’amor, les històries la Història» (« les amours font l’amour, les histoires font l’Histoire »), qui synthétise une bonne partie des objectifs littéraires, l'attention aux récits souterrains et à la non-reproduction de l'Histoire officielle, dont il est exclu. La position de l'auteur comme voix testimoniale s'incarne dans cet objectif de devenir un transmetteur des discours et des faits de sujets qui n'ont pas de place dans la « grande Histoire ». De cette manière, la chronique que construit le poète, ainsi que le système littéraire, vont à l’encontre des versions officielles et se rapprochent d’une perspective d’énonciation du passé fondée sur la préservation de la mémoire collective.

## Récompenses
Parmi les prix qu'il a reçus, les plus importants sont :
- Prix de littérature de la députation provinciale de Valence (1958) pour La clau que obri tots els panys (1954-1957)[13],[7].
- Prix Ausiàs March (1966) pour L'inventari clement[13],[7].
- Prix Lletra d'Or (1975) pour Les pedres de l'àmfora[13].
- Prix d'honneur des lettres catalanes (1978)[7],[13],[14],[5].
- Creu de Sant Jordi (1982)[7],[14],[5].
- Prix d'honneur des lettres valencienne (1984)[7],[13],[14].
- Médaille d'or du mérite des beaux-arts du ministère de la Culture (1993 ; à titre posthume)[7],[14],[5].

## Hommages

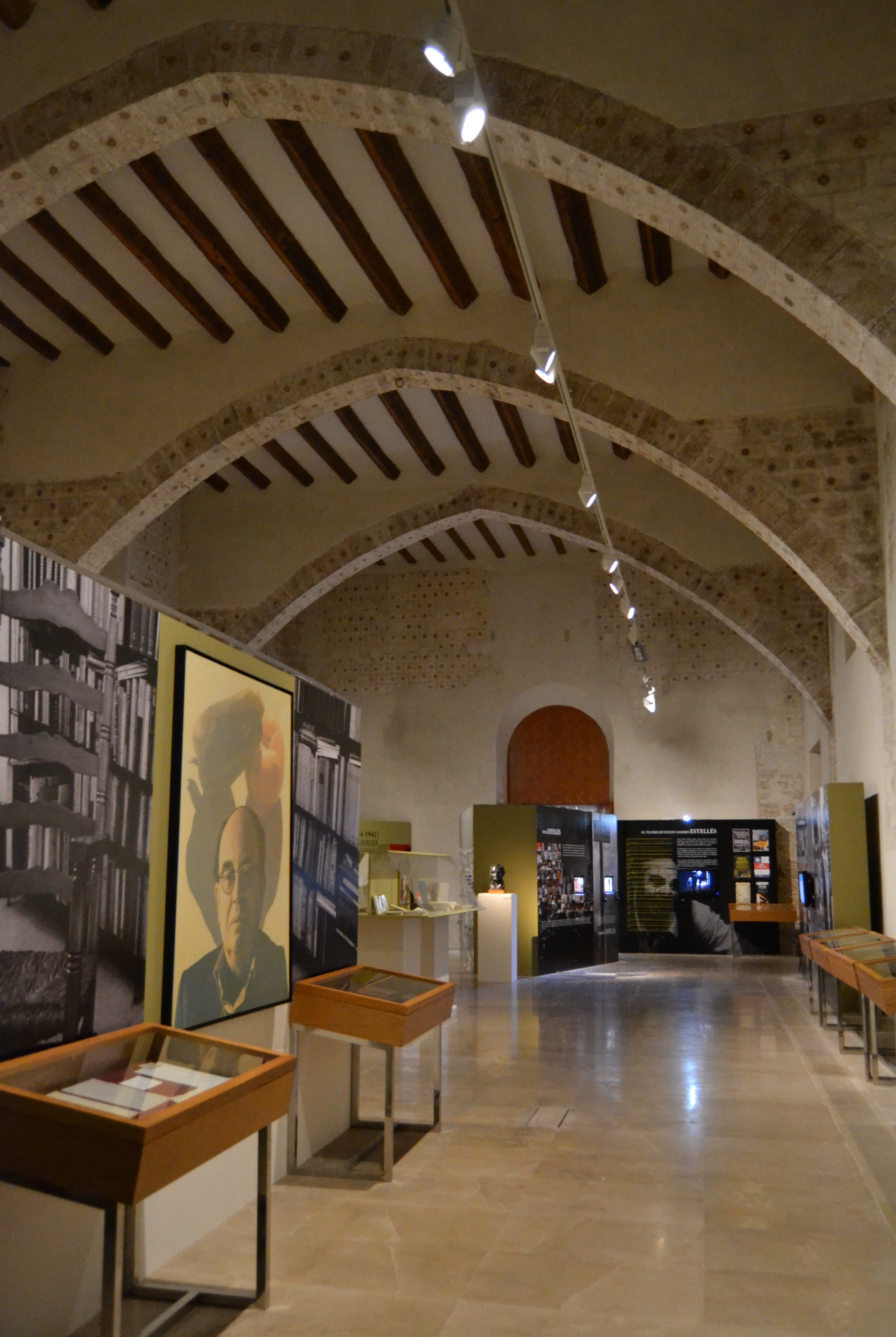
Exposition sur Estellés au couvent des Carmélites de la ville de Valence, dans le cadre des activités de l'Année Estellés (2013).

Les Premis Octubre remettent un prix de poésie qui porte son nom). De même, de nombreuses rues et places sur tout le territoire valencien et un Institut d'enseignement secondaire à Burjassot, sa ville natale, portent son nom.
Entre 2010 et 2011, un spectacle intitulé Poseu-me les ulleres est inauguré à Valence et à Barcelone, gravitant autour de la vie et de l'œuvre de Vicent Andrés Estellés.
L'année 2013 est déclarée Année Estellés (Any Estellés) par l' Académie valencienne de la langue, à l'occasion du trentième anniversaire de sa mort, qui donne lieu à diverses célébrations.
En avril 2015, une céramique murale est installée à la mémoire d'Estellés lors de la Trobada d’Escoles en Valencià (« Rencontres d'écoles en valencien ») à l'Horta Nord, avec des célèbres vers du Llibre de Meravelles : « Allò que val és la consciència de no ser res si no s’és poble » (« Ce qui compte, c'est la conscience de n'être rien si l'on n'est pas peuple »). En 2024, le Conseil municipal de Godella, contrôlé par Vox et le Parti populaire (PP), le supprime,. En allusion à cet incident, María Lurueña, conseillère municipale de Godella du Parti populaire affirme que la céramique a été broyée et utilisée pour faire des travaux de réfection et qualifie Estellés de « poeta del odio, la ordinariez y el catalanismo » (« poète de la haine, de la banalité et du catalanisme »).
En 2024, se pliant aux exigences de son allié le parti d'extrême droite Vox qui le qualifie de « séparatiste », le PP à la tête de la Généralité valencienne refuse de déclarer l'année 2024 comme « Année Estellés », à l'occasion du centenaire de la naissance du poète, une demande formulée par la coalition Compromís et soutenue par le Parti socialiste.
Chaque année depuis 2010 est organisée à partir de début septembre la Festa Estellés (« Fête Estellés »), occasion de soirées célébrés en commémoration de la naissance du poète dans diverses localités valenciennes et des Pays catalans,.
En 2007, la municipalité de Burjassot crée la Fondation Estellés pour protéger et promouvoir l'héritage du poète. Suite à une demande du Trésor, le conseil municipal la dissout en mai 2022, suscitant une polémique.

## Œuvres
Poésie
- La ciutat a cau d’orella  (« La Ville dans le creux de l’oreille », 1953)
- La nit (« La Nuit », 1956)
- Donzell amarg (« Puceau amer », 1958)
- Lletres de canvi (« Lettres de change », 1970)
- Primera audició (« Première Audition », 1971)
- L’inventari clement (« L’Inventaire clément », 1971
- La clau que obre tots els panys  ( « La Clef qui ouvre toutes les serrures », qui contient « Coral romput », 1971)
- Llibre de les meravelles ( « Livre des merveilles », 1971 )
- Recomane tenebres (« Je recommande des ténèbres », 1972)
- Les pedres de l’àmfora (« Les Pierres de l’amphore », 1974) — Prix Lletra d'Or 1972
- Manual de conformitats (« Manuel de conformités », 1977)
- Balanç de mar ( « Bilan de mer », 1978)
- Ofici permanent a la memòria de Joan B. Peset (« Office permanent à la mémoire de Joan b. Peset », 1979)
- Cant temporal (« Chant temporel », 1980)
- Les homilies d’Organyà (« Les Homélies d’Organyà », 1981)
- Versos per a Jackeley (« Vers pour Jackeley », 1983)
- Vaixell de vidre (« Bateau de verre », 1984)
- La lluna de colors (« La Lune en couleurs », 1986)
- Sonata d’Isabel (« Sonate d’Isabel », 1990)

Prose
- El coixinet (« Le Petit Coussin », 1988)
- L’oratori del nostre temps (« L’Oratoire du nôtre temps », 1978)
- Tractat de les maduixes (« Traité des fraises », 1985)
- Quadern de Bonaire (« Cahier de Bonaire », 1985)
- La parra boja (« La Vigne folle », 1988)

Adaptations musicales
Estellés est un des poètes des plus chantés en langue catalane : Al Tall, Lluís Miquel, Ovidi Montllor, Maria del Mar Bonet, Vicent Torrent (ca), Els Pavesos, Lluís el Sifoner,, Raimon et beaucoup d’autres, ont mis ses poèmes en musique.